# Statistiche e record dell'Association Sportive de Monaco Football Club
Di seguito sono riportati i record e i dati statistici relativi al Monaco.

## Statistiche di squadra

### Bilancio incontri
La classifica fino a metà/fine stagione 2017-18 non includerà le partite della stagione 2017-18.
| Competizione                        | G    | V    | N   | P   | GF   | GS   |
| ----------------------------------- | ---- | ---- | --- | --- | ---- | ---- |
| Campionato                          | 2604 | 1225 | 681 | 696 | 3895 | 2865 |
| Coupe de France                     | 232  | 138  | 26  | 78  | 465  | 247  |
| Coupe de la Ligue                   | 60   | 30   | 12  | 18  | 87   | 58   |
| Coppa Charles Drago                 | 22   | 12   | 2   | 8   | 42   | 36   |
| Coppa UEFA                          | 48   | 26   | 8   | 14  | 83   | 55   |
| Coppa delle Coppe                   | 27   | 8    | 13  | 6   | 36   | 25   |
| Coppa dei Campioni/Champions League | 76   | 32   | 16  | 28  | 117  | 92   |
| Preliminari Champions League        | 24   | 12   | 3   | 9   | 50   | 30   |
| Coppa delle Alpi                    | 24   | 18   | 3   | 3   | 67   | 15   |
| Supercoppa di lega                  | 5    | 1    | 3   | 1   | 14   | 13   |
| UEFA Europa League                  | 6    | 1    | 3   | 2   | 5    | 9    |
| Mondiale per Club                   | 0    | 0    | 0   | 0   | 0    | 0    |
| Supercoppa europea                  | 0    | 0    | 0   | 0   | 0    | 0    |
| TOTALE                              | 3126 | 1503 | 770 | 863 | 4861 | 3445 |

Dati aggiornati fino al 25 maggio 2017 (Solo incontri ufficiali).
Fonte:
 archivio.monaco.fr, su calcio.com. URL consultato il 15 giugno 2011.

### Bilancio del Monaco con le squadre affrontate nei campionati dal 1933
Nella tabella sottostante è indicato il bilancio complessivo del Monaco con le squadre affrontate nei campionati di Ligue 1 e nella Ligue 2 fino all'ultima stagione 2013-2014 conclusasi il 17 maggio 2014.
Saldo: : positivo; : neutro; : negativo.
| Squadra             | G   | VC | PC | SC | VF | PF | SF | VT | PT | ST | GF  | GS  | Saldo |
| ------------------- | --- | -- | -- | -- | -- | -- | -- | -- | -- | -- | --- | --- | ----- |
| Ajaccio             | 17  | 4  | 3  | 1  | 5  | 0  | 4  | 9  | 3  | 5  | 33  | 25  | Si    |
| Arles               | 6   | 2  | 1  | 0  | 2  | 0  | 1  | 4  | 1  | 1  | 9   | 2   | Si    |
| Auxerre             | 64  | 14 | 11 | 7  | 6  | 12 | 14 | 20 | 23 | 21 | 70  | 64  | No    |
| Amiens              | 2   | 0  | 1  | 0  | 1  | 0  | 0  | 1  | 1  | 0  | 3   | 2   | Si    |
| Angers              | 42  | 13 | 2  | 6  | 5  | 10 | 6  | 18 | 12 | 12 | 77  | 56  | Si    |
| Pays d'Aix          | 2   | 0  | 1  | 0  | 0  | 1  | 0  | 0  | 2  | 0  | 1   | 1   |       |
| Angoulême           | 2   | 1  | 0  | 0  | 0  | 0  | 1  | 1  | 0  | 1  | 1   | 2   |       |
| Béziers             | 2   | 1  | 0  | 0  | 1  | 0  | 0  | 2  | 0  | 0  | 5   | 0   | Si    |
| Cannes              | 22  | 6  | 4  | 1  | 6  | 4  | 1  | 12 | 8  | 2  | 32  | 13  | Si    |
| Nancy               | 64  | 18 | 8  | 6  | 14 | 8  | 10 | 32 | 16 | 16 | 105 | 75  | Si    |
| Saint-Étienne       | 94  | 19 | 15 | 13 | 12 | 9  | 26 | 31 | 24 | 39 | 109 | 133 | No    |
| Olympique Avignone  | 2   | 1  | 0  | 0  | 0  | 1  | 0  | 1  | 1  | 0  | 2   | 1   | Si    |
| Niort               | 4   | 0  | 1  | 1  | 0  | 2  | 0  | 0  | 3  | 1  | 3   | 5   | No    |
| Clermont Foot       | 4   | 1  | 1  | 0  | 1  | 0  | 1  | 2  | 1  | 1  | 5   | 1   | Si    |
| Sedan               | 44  | 14 | 4  | 4  | 3  | 8  | 11 | 17 | 12 | 15 | 63  | 66  | Si    |
| Digione             | 2   | 0  | 1  | 0  | 1  | 0  | 0  | 1  | 1  | 0  | 3   | 1   | Si    |
| Guingamp            | 23  | 9  | 3  | 0  | 4  | 2  | 5  | 13 | 5  | 5  | 33  | 22  | Si    |
| Troyes              | 28  | 6  | 6  | 2  | 7  | 2  | 5  | 13 | 8  | 7  | 54  | 34  | Si    |
| Évian TG            | 5   | 2  | 1  | 0  | 1  | 0  | 1  | 3  | 1  | 1  | 8   | 3   | No    |
| Gueugnon            | 2   | 0  | 1  | 0  | 0  | 1  | 0  | 0  | 2  | 0  | 2   | 2   |       |
| Istres              | 6   | 3  | 0  | 0  | 3  | 0  | 0  | 6  | 0  | 0  | 12  | 5   | Si    |
| Lorient             | 19  | 7  | 1  | 2  | 2  | 4  | 3  | 9  | 5  | 5  | 25  | 19  | Si    |
| Martigues           | 6   | 2  | 0  | 1  | 2  | 1  | 0  | 4  | 1  | 1  | 16  | 3   | Si    |
| Metz                | 86  | 28 | 10 | 5  | 10 | 14 | 19 | 38 | 24 | 24 | 137 | 88  | Si    |
| Mulhouse            | 6   | 1  | 1  | 0  | 0  | 1  | 1  | 1  | 2  | 1  | 3   | 3   |       |
| Nantes              | 91  | 28 | 9  | 8  | 10 | 17 | 19 | 38 | 26 | 27 | 128 | 114 | Si    |
| Rouen               | 26  | 9  | 3  | 1  | 3  | 4  | 6  | 12 | 7  | 7  | 41  | 32  | Si    |
| Sète                | 2   | 1  | 0  | 0  | 0  | 1  | 0  | 1  | 1  | 0  | 3   | 2   | Si    |
| Sochaux             | 92  | 29 | 12 | 5  | 11 | 14 | 21 | 40 | 26 | 26 | 130 | 102 | Si    |
| Gazélec Ajaccio     | 2   | 0  | 1  | 0  | 1  | 0  | 0  | 1  | 1  | 0  | 3   | 2   | Si    |
| Bordeaux            | 101 | 22 | 16 | 12 | 12 | 11 | 28 | 34 | 27 | 40 | 142 | 139 | No    |
| Grenoble            | 8   | 3  | 1  | 0  | 1  | 2  | 1  | 4  | 3  | 1  | 7   | 1   | Si    |
| Châteauroux         | 6   | 1  | 2  | 0  | 1  | 1  | 1  | 2  | 3  | 1  | 8   | 6   | Si    |
| Le Havre            | 40  | 11 | 5  | 4  | 7  | 7  | 6  | 18 | 12 | 10 | 62  | 43  | Si    |
| Le Mans             | 16  | 6  | 2  | 0  | 5  | 2  | 1  | 11 | 4  | 1  | 28  | 12  | Si    |
| Lilla               | 89  | 22 | 14 | 9  | 10 | 20 | 14 | 32 | 34 | 23 | 117 | 98  | Si    |
| Limoges             | 6   | 1  | 2  | 0  | 2  | 0  | 1  | 3  | 2  | 1  | 11  | 5   | Si    |
| Montpellier         | 46  | 15 | 7  | 1  | 13 | 7  | 3  | 28 | 14 | 4  | 82  | 34  | Si    |
| Nîmes               | 54  | 14 | 10 | 3  | 9  | 5  | 14 | 23 | 15 | 17 | 82  | 74  | Si    |
| Nizza               | 88  | 20 | 14 | 10 | 17 | 11 | 16 | 37 | 25 | 26 | 120 | 100 | Si    |
| Olympique Alès      | 4   | 1  | 1  | 0  | 0  | 1  | 1  | 1  | 2  | 1  | 6   | 5   |       |
| Olympique Lione     | 99  | 29 | 9  | 11 | 13 | 15 | 22 | 42 | 24 | 33 | 133 | 113 | Si    |
| Olympique Marsiglia | 88  | 20 | 8  | 16 | 10 | 13 | 21 | 30 | 21 | 41 | 111 | 128 | No    |
| Paris FC            | 4   | 2  | 0  | 0  | 1  | 0  | 1  | 3  | 0  | 1  | 12  | 6   | Si    |
| Paris Saint-Germain | 78  | 23 | 13 | 3  | 16 | 11 | 13 | 39 | 24 | 16 | 106 | 63  | Si    |
| RC France           | 30  | 8  | 6  | 1  | 5  | 3  | 7  | 13 | 9  | 8  | 51  | 38  | Si    |
| Lens                | 102 | 35 | 11 | 5  | 12 | 18 | 20 | 47 | 30 | 25 | 162 | 101 | Si    |
| Roubaix             | 4   | 1  | 0  | 1  | 1  | 0  | 1  | 2  | 0  | 2  | 2   | 4   |       |
| Strasburgo          | 82  | 31 | 5  | 5  | 11 | 15 | 15 | 61 | 36 | 17 | 134 | 96  | Si    |
| Red Star            | 10  | 2  | 2  | 1  | 0  | 0  | 5  | 2  | 2  | 6  | 7   | 15  | No    |
| Bastia              | 57  | 21 | 6  | 2  | 8  | 5  | 15 | 29 | 11 | 17 | 82  | 50  | Si    |
| Caen                | 28  | 8  | 5  | 1  | 6  | 3  | 5  | 14 | 8  | 6  | 46  | 28  | Si    |
| Tolone              | 24  | 6  | 3  | 3  | 6  | 4  | 2  | 12 | 7  | 5  | 42  | 25  | Si    |
| Brest               | 22  | 7  | 2  | 2  | 5  | 3  | 3  | 12 | 5  | 5  | 37  | 14  | Si    |
| Stade Français      | 18  | 4  | 1  | 4  | 1  | 4  | 4  | 5  | 5  | 8  | 26  | 25  | No    |
| Laval               | 28  | 9  | 5  | 0  | 3  | 7  | 4  | 12 | 12 | 4  | 39  | 18  | Si    |
| Stade Reims         | 44  | 11 | 5  | 5  | 6  | 5  | 11 | 17 | 10 | 16 | 72  | 67  | Si    |
| Rennes              | 80  | 29 | 5  | 6  | 16 | 9  | 15 | 45 | 14 | 21 | 130 | 83  | Si    |
| Tolosa              | 76  | 24 | 8  | 8  | 11 | 15 | 14 | 35 | 23 | 22 | 114 | 83  | Si    |
| Tours               | 12  | 4  | 2  | 0  | 2  | 3  | 1  | 6  | 5  | 1  | 22  | 8   | Si    |
| Boulogne            | 4   | 1  | 1  | 0  | 2  | 0  | 0  | 3  | 1  | 0  | 6   | 2   | Si    |
| Valenciennes        | 50  | 14 | 6  | 5  | 4  | 12 | 9  | 18 | 18 | 14 | 69  | 56  | Si    |

### Bilancio del Monaco con le squadre estere affrontate
Nella tabella sottostante è indicato il bilancio complessivo del Monaco con le squadre straniere affrontate.
Saldo: : positivo; : neutro; : negativo.
| Squadra               | G | VC | PC | SC | VF | PF | SF | VT | PT | ST | GF | GS | Saldo |
| --------------------- | - | -- | -- | -- | -- | -- | -- | -- | -- | -- | -- | -- | ----- |
| Grazer AK             | 2 | 1  | 0  | 0  | 0  | 1  | 0  | 1  | 1  | 0  | 7  | 3  |       |
| Sturm Graz            | 2 | 1  | 0  | 0  | 0  | 0  | 1  | 1  | 0  | 1  | 5  | 2  |       |
| Club Bruges           | 2 | 1  | 0  | 0  | 0  | 0  | 1  | 1  | 0  | 1  | 6  | 2  |       |
| Lierse                | 2 | 1  | 0  | 0  | 1  | 0  | 0  | 2  | 0  | 0  | 6  | 1  |       |
| CSKA Sofia            | 5 | 1  | 2  | 0  | 0  | 0  | 2  | 1  | 2  | 2  | 5  | 7  |       |
| Lokomotiv Sofia       | 2 | 1  | 0  | 0  | 0  | 0  | 1  | 1  | 0  | 1  | 4  | 5  |       |
| Swansea City          | 2 | 1  | 0  | 0  | 1  | 0  | 0  | 2  | 0  | 0  | 10 | 1  |       |
| Bayer Leverkusen      | 4 | 2  | 0  | 0  | 1  | 1  | 0  | 3  | 1  | 0  | 8  | 2  |       |
| BFC Dynamo            | 2 | 0  | 1  | 0  | 0  | 1  | 0  | 0  | 2  | 0  | 1  | 1  |       |
| Borussia M'gladbach   | 2 | 0  | 0  | 1  | 1  | 0  | 0  | 1  | 0  | 1  | 4  | 3  |       |
| Eintracht Francoforte | 2 | 0  | 1  | 0  | 0  | 0  | 1  | 0  | 1  | 1  | 2  | 5  |       |
| Amburgo               | 3 | 2  | 0  | 0  | 1  | 0  | 0  | 3  | 0  | 0  | 7  | 0  |       |
| Werder Brema          | 1 | 0  | 0  | 0  | 0  | 0  | 0  | 0  | 0  | 1  | 0  | 2  |       |
| AEK Atene             | 8 | 4  | 0  | 0  | 0  | 4  | 0  | 4  | 4  | 0  | 17 | 6  |       |
| Olympiacos            | 4 | 1  | 0  | 1  | 0  | 1  | 1  | 1  | 1  | 2  | 2  | 3  |       |
| Arsenal               | 2 | 0  | 0  | 1  | 1  | 0  | 0  | 1  | 0  | 1  | 3  | 3  |       |
| Chelsea               | 2 | 1  | 0  | 0  | 0  | 1  | 0  | 1  | 1  | 0  | 5  | 3  |       |
| Leeds Utd             | 2 | 0  | 0  | 1  | 1  | 0  | 0  | 1  | 0  | 1  | 1  | 3  |       |
| Liverpool             | 2 | 1  | 0  | 0  | 0  | 0  | 1  | 1  | 0  | 1  | 1  | 2  |       |
| Manchester Utd        | 2 | 0  | 1  | 0  | 0  | 1  | 0  | 0  | 2  | 0  | 1  | 1  |       |
| Newcastle Utd         | 2 | 1  | 0  | 0  | 1  | 0  | 0  | 2  | 0  | 0  | 4  | 0  |       |
| Valur                 | 2 | 1  | 0  | 0  | 0  | 0  | 1  | 1  | 0  | 1  | 2  | 1  |       |
| Inter                 | 4 | 1  | 0  | 1  | 0  | 0  | 2  | 1  | 0  | 3  | 3  | 7  |       |
| Juventus              | 4 | 1  | 1  | 0  | 0  | 0  | 2  | 1  | 1  | 2  | 4  | 7  |       |
| Milan                 | 1 | 0  | 0  | 0  | 0  | 0  | 1  | 0  | 0  | 1  | 0  | 3  |       |
| Roma                  | 2 | 1  | 0  | 0  | 0  | 1  | 0  | 1  | 1  | 0  | 1  | 0  |       |
| Sampdoria             | 2 | 0  | 1  | 0  | 0  | 0  | 1  | 0  | 1  | 1  | 2  | 4  |       |
| Viking                | 1 | 0  | 0  | 0  | 0  | 0  | 1  | 0  | 0  | 1  | 0  | 1  |       |
| Feyenoord             | 2 | 0  | 1  | 0  | 0  | 1  | 0  | 0  | 2  | 0  | 3  | 3  |       |
| PSV                   | 4 | 0  | 1  | 1  | 1  | 0  | 1  | 1  | 1  | 2  | 3  | 5  |       |
| Roda JC               | 2 | 1  | 0  | 0  | 1  | 0  | 0  | 2  | 0  | 0  | 6  | 2  |       |
| Willem II             | 2 | 1  | 0  | 0  | 1  | 0  | 0  | 2  | 0  | 0  | 5  | 1  |       |
| Hutnik Cracovia       | 2 | 1  | 0  | 0  | 1  | 0  | 0  | 2  | 0  | 0  | 4  | 1  |       |
| ŁKS                   | 2 | 0  | 1  | 0  | 1  | 0  | 0  | 1  | 1  | 0  | 3  | 1  |       |
| Miedź Legnica         | 2 | 0  | 1  | 0  | 1  | 0  | 0  | 1  | 1  | 0  | 1  | 0  |       |
| Widzew Łódź           | 2 | 1  | 0  | 0  | 0  | 1  | 0  | 1  | 1  | 0  | 3  | 1  |       |
| Porto                 | 1 | 0  | 0  | 0  | 0  | 0  | 0  | 0  | 0  | 1  | 0  | 3  |       |
| Belenenses            | 2 | 1  | 0  | 0  | 0  | 1  | 0  | 1  | 1  | 0  | 4  | 1  |       |
| Benfica               | 2 | 0  | 1  | 0  | 0  | 0  | 1  | 0  | 1  | 1  | 0  | 1  |       |
| Sporting Lisbona      | 2 | 1  | 0  | 0  | 0  | 0  | 1  | 1  | 0  | 1  | 3  | 5  |       |
| Slavia Praga          | 1 | 0  | 0  | 0  | 1  | 0  | 0  | 1  | 0  | 0  | 2  | 0  |       |
| FCU Craiova           | 2 | 1  | 0  | 0  | 0  | 0  | 1  | 1  | 0  | 1  | 2  | 3  |       |
| Steaua Bucarest       | 4 | 2  | 0  | 0  | 0  | 0  | 2  | 2  | 0  | 2  | 7  | 4  |       |
| Lokomotiv Mosca       | 2 | 1  | 0  | 0  | 0  | 0  | 1  | 1  | 0  | 1  | 2  | 2  |       |
| Spartak Mosca         | 2 | 1  | 0  | 0  | 0  | 1  | 0  | 1  | 1  | 0  | 4  | 1  |       |
| Torpedo Mosca         | 2 | 0  | 0  | 1  | 0  | 0  | 1  | 0  | 0  | 2  | 2  | 4  |       |
| Zenit San Pietroburgo | 2 | 1  | 0  | 0  | 0  | 1  | 0  | 1  | 1  | 0  | 2  | 0  |       |
| Dundee Utd            | 2 | 0  | 0  | 1  | 1  | 0  | 0  | 1  | 0  | 1  | 4  | 6  |       |
| Rangers               | 4 | 0  | 0  | 2  | 0  | 1  | 1  | 0  | 1  | 3  | 6  | 9  |       |
| St. Johnstone         | 2 | 1  | 0  | 0  | 0  | 1  | 0  | 1  | 1  | 0  | 6  | 3  |       |
| Gorica                | 2 | 1  | 0  | 0  | 1  | 0  | 0  | 2  | 0  | 0  | 9  | 0  |       |
| Deportivo La Coruña   | 4 | 2  | 0  | 0  | 1  | 0  | 1  | 3  | 0  | 1  | 15 | 4  |       |
| Barcellona            | 2 | 0  | 0  | 1  | 0  | 0  | 1  | 0  | 0  | 2  | 0  | 3  |       |
| Maiorca               | 2 | 1  | 0  | 0  | 0  | 0  | 1  | 1  | 0  | 1  | 2  | 4  |       |
| Real Betis            | 2 | 0  | 1  | 0  | 0  | 0  | 1  | 0  | 1  | 1  | 2  | 3  |       |
| Real Madrid           | 2 | 1  | 0  | 0  | 0  | 0  | 1  | 1  | 0  | 1  | 5  | 5  |       |
| Real Valladolid       | 2 | 0  | 1  | 0  | 0  | 1  | 0  | 0  | 2  | 0  | 0  | 0  |       |
| Valencia              | 2 | 0  | 1  | 0  | 0  | 0  | 1  | 0  | 1  | 1  | 3  | 5  |       |
| IFK Norrköping        | 2 | 1  | 0  | 0  | 1  | 0  | 0  | 2  | 0  | 0  | 3  | 1  |       |
| Malmö FF              | 2 | 0  | 0  | 1  | 0  | 1  | 0  | 0  | 1  | 1  | 0  | 1  |       |
| Basilea               | 2 | 0  | 1  | 0  | 0  | 0  | 1  | 0  | 1  | 1  | 1  | 2  |       |
| Galatasaray           | 6 | 2  | 0  | 1  | 1  | 1  | 1  | 3  | 1  | 2  | 12 | 7  |       |
| Čornomorec'           | 2 | 1  | 0  | 0  | 0  | 1  | 0  | 1  | 1  | 0  | 1  | 0  |       |
| Šachtar               | 2 | 1  | 0  | 0  | 0  | 0  | 1  | 1  | 0  | 1  | 3  | 2  |       |

### Partecipazioni

#### Competizioni nazionali
| Livello         | Categoria  | Partecipazioni | Debutto   | Ultima stagione | Totale    |
| --------------- | ---------- | -------------- | --------- | --------------- | --------- |
| 1º\| Division 1 | 43         | 1953-1954      | 2001-2002 | 55              |           |
| 1º\| Division 1 | Ligue 1    | 12             | 2002-2003 | 55              | 2015-2016 |
| 2º              | Division 2 | 9              | 1948-1949 | 1976-1977       | 11        |
| 2º              | Ligue 2    | 2              | 2011-2012 | 2012-2013       | 11        |

In 67 stagioni sportive a partire dalla conquista status ufficiale (1948), inclusi i campionati di Division 1 e Division 2. Sono escluse le partecipazioni ai campionati prima della conquista dello status ufficiale (1948), dove il Monaco ha partecipato soprattutto alle Ligues régionales.
| Competizione          | Partecipazioni | Debutto   | Ultima stagione |
| --------------------- | -------------- | --------- | --------------- |
| Coupe de France       | 67             | 1948-1949 | 2015-2016       |
| Coupe de la Ligue     | 22             | 1994-1995 | 2015-2016       |
| Coppa Charles Drago   | 10             | 1953      | 1965            |
| Trophée des Champions | 5              | 1960      | 2000            |

#### Competizioni internazionali
| Competizione                               | Partecipazioni | Debutto   | Ultima stagione |
| ------------------------------------------ | -------------- | --------- | --------------- |
| Coppa delle Alpi                           | 4              | 1979      | 1985            |
| Coppa dei Campioni / UEFA Champions League | 16             | 1961-1962 | 2018-2019       |
| Coppa delle Coppe                          | 5              | 1974-1975 | 1992-1993       |
| Coppa UEFA / Europa League                 | 9              | 1984-1985 | 2005-2006       |

## Record della squadra

### Primati e piazzamenti

#### A livello nazionale
In 67 stagioni sportive a partire dalla conquista dello status ufficiale, risalente al 1948, Il Monaco ha disputato 55 campionati di massima serie (43 campionati di Division 1 e 12 di Ligue 1), 11 campionati di seconda serie (9 campionati di Division 2 e 2 di Ligue 2). I monegaschi hanno terminato il campionato 7 volte primi, 6 volte secondi e 11 volte terzi.
In base alle partite ufficiali finora disputate, la miglior vittoria del Monaco è il 9-0 della stagione 1985-86 contro il Bordeaux (Division 1 1985-86) mentre la peggiore sconfitta è il 6-0 subito proprio contro il Bordeaux nella stagione 2007-08 (Ligue 1 2007-08).
Nella stagione 2013-14, allora allenata da Claudio Ranieri, il Monaco ha fatto il suo record personale di punti: 80. Nella stagione 1960-61 il club monegasco fa il suo record di punti: 57 (in quel tempo i punti per vittoria erano 2 e non 3). Nella stessa stagione fa il record di vittorie totali in un campionato: 26. Nella stagione 1985-86, il club del principatino incassa 19 pareggi, realizzando il record personale di più pareggi incassati.
Sono ben 89 i gol che il Monaco ha fatto in un campionato: in Division 1 1972-1973. Due stagioni prima ha subito meno gol fino ad oggi in un campionato: solo 23 gol, eguagliando ciò fatto nella Division 1 1952-53.
A livello di coppe nazionali il Monaco è al quinto posto per numero di vittorie (5 Coppe di Francia) ed al quarto posto di finali disputate, assieme al PSG, FC Sète e Rennes: 1973-74, 1983-84, 1988-89 e 2009-10. Sono 5 le partecipazioni per il club monegasco alla Supercoppa di Francia: 1960, 1961, 1985, 1997 e 2000.
L'avversario affrontato più volte dal Monaco in gare ufficiali è il Lens (102 volte), seguita dal Bordeaux (101 volte), dal Lione (99 volte) e dal Saint-Étienne (94 volte).

#### A livello internazionale
In ambito internazionale il Monaco raggiunse due volte la finale senza però trionfare: nella Coppa delle Coppe 1991-1992 e UEFA Champions League 2003-2004.
I suoi avversari classici sono l'AEK Atene (8 incontri), il Galatasaray (6 incontri), il CSKA Sofia (5 incontri), l'Olympiacos, il PSV, lo Steaua, il Rangers, l'Inter ed il Deportivo (4 incontri). A livello di club, le nazioni più volte affrontate sono la Spagna con 16 incontri, la Germania e la Grecia con 12 incontri ciascuno.
Dalla stagione 1988-89 alla stagione 2000-01, ad eccezione della stagione 1994-95, ha sempre partecipato alle competizioni europee: 4 Champions League, 3 Europa League e 5 Coppa UEFA.

### Risultati record della squadra
Nel caso in cui un dato sia preceduto dal simbolo , con il successivo testo in grassetto, esso rappresenta il record francese. Nel caso in cui invece sia presente il solo testo in grassetto allora il record è condiviso con altre squadre francesi.

#### Competizioni nazionali[146]
- Miglior vittoria: Monaco - Bordeaux 9-0 del 18 gennaio 1986.
  - In Ligue 1: Monaco - ESTAC 6-0 del 24 maggio 2003.
  - Miglior vittoria esterna in Ligue 1: ESTAC - Monaco 0-4 del 3 agosto 2002 e del 12 novembre 2006.[147][148], Nancy - Monaco 0-4 del 7 novembre 2010.
  - Miglior vittoria interna in Ligue 2: Monaco - Clermont 4-0 del 22 aprile 2013, Monaco - Tours 4-0 del 30 luglio 2012.
  - Miglior vittoria esterna in Ligue 2: Lens - Monaco 0-4 del 21 settembre 2012.
- Peggior sconfitta: Monaco - Bordeaux 0-6 del 17 febbraio 2008.
- Partita con più gol: Béziers - Monaco 6-4 del 12 marzo 1950.
  - In Ligue 1: Monaco - Bastia 5-2 del 14 maggio 2005, Monaco - Caen 5-2 del 15 gennaio 2005, Monaco - Nizza 3-4 del 2 ottobre 2004, Monaco - Bordeaux 3-4 del 21 dicembre 2008.
- Maggior numero di reti in una stagione: 89 reti nel 1972-1973[149].
  - In Division 1: 79 reti nel 1977-1978.
  - In Ligue 1: 66 reti nel 2002-2003.
- Massima serie positiva: 20 partite (dalla 21ª 1984-85 alla 2ª giornata 1985-86).
  - In Ligue 1: 11 partite (dalla 1ª alla 11ª giornata 2013-14, con un bilancio di 7 vittorie e 4 pareggi; dalla 25ª alla 35ª giornata, con un bilancio di 7 vittorie e 4 pareggi).
  - In Ligue 2: 17 partite (dalla 18ª alla 34ª giornata 2012-13, con un bilancio di 9 vittorie e 8 pareggi).
- Massima serie negativa: 9 partite (dalla 8ª alla 16ª giornata 2004-05).
  - In Division 1: 8 partite (dalla 6ª alla 13ª giornata 1953-54), (dalla 4ª alla 12ª giornata 1966-67)
- Vittorie consecutive: 7 partite (dalla 38ª 1959-60 alla 6ª giornata 1960-61), (dalla 3ª alla 9ª giornata, dalla 16ª alla 22ª giornata 1970-71), (dalla 14ª alla 20ª giornata 1997-98).
  - In Ligue 1: 6 partite (dalla 12ª alla 18ª giornata 2003-04).
  - In Ligue 2: 5 partite (dalla 29ª alla 33ª giornata 2011-12), (dalla 23ª alla 27ª giornata 2012-13).
- Sconfitte consecutive: 6 partite (dalla 34ª 1965-66 alla 1ª giornata 1966-67).
  - In Ligue 1: 4 partite (dalla 28ª alla 31ª giornata 2007-08).
  - In Ligue 2: mai superate le 2 partite.
- Pareggi consecutivi: 5 partite (dalla 17ª alla 21ª giornata 1985-86), (dalla 25ª alla 29ª giornata 1986-87), (dalla 5ª alla 9ª giornata 1990-91), (dalla 10ª alla 14ª giornata 2004-05).
  - In Ligue 1: 5 partite (dalla 10ª alla 14ª giornata 2004-05).
  - In Ligue 2: 4 pareggi (dalla 28ª alla 31ª giornata 2012-13).
- Vittorie in una stagione: 26 partite nel 1960-61.
- Sconfitte in una stagione: 20 partite nel 1971-72.
- Pareggi in una stagione: 19 partite nel 1985-1986.
- Cannoniere stagionale: 30 reti di Delio Onnis nel 1976-77 e 1974-75.
  - In Ligue 1: 26 reti di Shabani Nonda nel 2002-03.
  - In Ligue 2: 18 reti di Ibrahima Touré nel 2012-13.
- Podi nella competizione raggiunti consecutivamente: 3 (2013-2014, 2014-2015, 2015-2016)

- Miglior vittoria: Monaco - Saint-Jean Beaulieu 10-2 del 3 gennaio 2015-16.
- Peggior sconfitta: FC Nancy - Monaco 4-1 del 17 gennaio 1954, Saint-Etienne - Monaco 3-0 del 14 febbraio 1965.
- Partita con più gol: Monaco - US Graissessac 7-2 del 13 gennaio 1958, Monaco - Aulnoye 6-3 del 13 febbraio 1967.
- Massima serie positiva: 13 (dai 1/32 di finale del 1990-91 ai sedicesimi di finale del 1992-93, con un bilancio di 10 vittorie e 3 pareggi).
- Vittorie consecutive: 7 (dai 1/32 di finale del 1990-91 ai 1/32 di finali del 1991-92).

- Esordio: Metz - Monaco 1-4 del 3 gennaio 1995.
- Miglior vittoria: Gueugnon - Monaco 0-5 del 5 marzo 2003.[150]
- Peggior sconfitta: Sedan - Monaco 4-1 del 23 luglio 2011 e Bordeaux - Monaco 3-0 del 16 dicembre 2015.
- Partita con più gol: Monaco - ESTAC 3-3 dell'11 dicembre 1996.
- Massima serie positiva: 5 (dai sedicesimi di finale alla finale del 2002-03, con un bilancio di 5 vittorie).
- Vittorie consecutive: 5 (dai sedicesimi di finale alla finale del 2002-03).

<
- Miglior vittoria: Monaco - Nizza 5-2 del 23 luglio 1997.
- Peggior sconfitta: Stade Reims - Monaco 6-2 del 1 giugno 1960.
- Partita con più gol: Stade Reims - Monaco 6-2 del 1 giugno 1960.

#### Competizioni internazionali
- Esordio: Monaco - Rangers 2-3 del 5 settembre 1961.
- Miglior vittoria: Monaco - AEK Atene 7-2 del 18 settembre 1963, Monaco - Club Brugge 6-1 del 9 novembre 1988.
- Peggior sconfitta: Monaco - Inter 1-3 del 4 dicembre 1963.
- Partita con più gol: Monaco - AEK Atene 7-2 del 18 settembre 1963.
- Massima serie positiva: 12 partite (dai sedicesimi di andata del 1963-64 ai quarti di andata del 1964-65, con un bilancio di 10 vittorie e 2 pareggi).
- Vittorie consecutive: 6 partite (dalla sesta giornata del girone eliminatorio alla semifinale di andata del 2009-10).
- Cannoniere stagionale: 9 reti di Morientes nel 2003-04.
- Cannoniere singola gara: 4 reti di Pršo (Monaco - Deportivo La Coruña 8-3 del 5 novembre 2003).

- Miglior vittoria: Monaco - Amburgo 3-0 del 19 novembre 1996, Monaco - Newcastle 3-0 del 18 marzo 1997, Monaco - St. Johnstone 3-0 del 16 settembre 1999.
- Peggior sconfitta: Monaco - Dundee 2-5 del 16 aprile 1986, Monaco - Leeds 0-3 del 12 settembre 1995 e Tottenham - Monaco 4-1 del 10 dicembre 2015.
- Partita con più gol: Monaco - Dundee 2-5 del 16 aprile 1986
- Massima serie positiva: 6 partite (nell'edizione 1999-00, con un bilancio di 3 vittorie e 3 pareggi).
- Vittorie consecutive: 4 partite (dagli ottavi di andata ai quarti di ritorno del 1996-97).
- Cannoniere stagionale: 7 reti di Victor Ikpeba nel 1996-1997.

- Miglior vittoria: Monaco - Swansea City 8-0 del 1 ottobre 1991.
- Peggior sconfitta: Eintracht Frankfurt - Monaco 3-0 del 17 settembre 1974.
- Partita con più gol: Monaco - Swansea City 8-0 del 1 ottobre 1991.
- Massima serie positiva: 8 partite (dai sedicesimi di andata alla semifinale di ritorno 1991-92, con un bilancio di 5 vittorie e 3 pareggi).
- Cannoniere stagionale: 4 reti di George Weah e di Rui Barros nel 1991-92.

## Statistiche individuali
A livello individuale il giocatore con il maggior numero di presenze in monegasco è Jean-Luc Ettori con 755 partite disputate in 19 stagioni dal 1975 al 1994. Seguono Claude Puel (602 presenze, 17 stagioni), Jean Petit (428 presenze, 13 stagioni), Manuel Amoros (349 presenze in 9 stagioni) e Christian Dalger (334 presenze in 8 stagioni). Il capocannoniere di tutti i tempi è Delio Onnis con 223 gol segnati in 7 stagioni. Alle sue spalle Lucien Cossou (115 gol in 6 stagioni), Christian Dalger (89 in 8 stagioni), Victor Ikpeba (77 in 6 stagioni) e Yvon Douis (74 in 6 stagioni).

### Record individuali per stagione
Di seguito sono riportati i record individuali per stagione.
| Stagione  | Presenze                                                            | Nr | Gol                            | Nr | Capitano                    | Trofei           |
| --------- | ------------------------------------------------------------------- | -- | ------------------------------ | -- | --------------------------- | ---------------- |
| 1948-1949 | Max Payan                                                           | 36 | Max Payan                      | 16 |                             |                  |
| 1949-1950 | Simon Flak                                                          | 37 | Jean Miramond                  | 11 |                             |                  |
| 1950-1951 | Simon Flak                                                          | 35 | Michel Habera                  | 16 |                             |                  |
| 1951-1952 | Joseph Linder Otakar Sykora                                         | 37 | Raúl Conti                     | 14 |                             |                  |
| 1952-1953 | Robert Meuris Serge Pedini                                          | 39 | Jean Paluch                    | 25 |                             |                  |
| 1953-1954 | Lazare Gianessi Jean Saunier                                        | 34 | Henri Skiba                    | 15 | Serge Pedini                |                  |
| 1954-1955 | François Ludo                                                       | 37 | Stéphane Bruey Theodor Brinek  | 9  | Serge Pedini                |                  |
| 1955-1956 | François Ludo Louis Pirroni Georges Thomas François Ludo            | 38 | Raúl Conti                     | 16 |                             |                  |
| 1956-1957 | François Ludo                                                       | 37 | Antoine Keller                 | 13 |                             |                  |
| 1957-1958 | Raymond Kaelbel François Ludo                                       | 38 | Serge Roy                      | 15 | Michel Hidalgo              |                  |
| 1958-1959 | Marcel Nowak                                                        | 39 | Ernst Stojaspal                | 12 | Raymond Kaelbel             |                  |
| 1959-1960 | Henri Biancheri                                                     | 44 | Serge Roy                      | 18 | Raymond Kaelbel             |                  |
| 1960-1961 | Henri Biancheri François Ludo Théo                                  | 43 | Lucien Cossou                  | 24 | Raymond Kaelbel             |                  |
| 1961-1962 | André Hess                                                          | 40 | Yvon Douis                     | 17 | Michel Hidalgo              |                  |
| 1962-1963 | Marcel Artélésa Michel Hidalgo                                      | 46 | Lucien Cossou                  | 31 | Michel Hidalgo              |                  |
| 1963-1964 | Jean-Claude Hernandez Théo                                          | 40 | Lucien Cossou                  | 16 | Michel Hidalgo              |                  |
| 1964-1965 | Marcel Artélésa Armand Forcherio Jean-Claude Hernandez              | 36 | Lucien Cossou                  | 12 | Michel Hidalgo              |                  |
| 1965-1966 | Marcel Artélésa Armand Forcherio Jean-Claude Hernandez Marcel Nowak | 39 | Yvon Douis                     | 11 |                             |                  |
| 1966-1967 | Armand Forcherio                                                    | 43 | Philippe Piat                  | 20 |                             |                  |
| 1967-1968 | Pierre Dell'Oste Armand Forcherio                                   | 37 | Pierre Dell'Oste               | 10 |                             |                  |
| 1968-1969 | Pierre Dell'Oste Jean-Paul Rostagni                                 | 36 | François Simian                | 10 |                             |                  |
| 1969-1970 | Pierre Mosca                                                        | 30 | Louis Floch Étienne Sansonetti | 7  |                             |                  |
| 1970-1971 | Emmanuel Koum                                                       | 39 | Pierre Dell'Oste               | 23 |                             |                  |
| 1971-1972 | Jean-Pierre Carayon                                                 | 39 | Louis Floch                    | 12 |                             |                  |
| 1972-1973 | Jean Petit                                                          | 37 | Carlos Ruitier                 | 31 |                             |                  |
| 1973-1974 | Christian Dalger                                                    | 46 | Delio Onnis                    | 36 | Jean Petit                  |                  |
| 1974-1975 | Bernard Guignedoux                                                  | 41 | Delio Onnis                    | 31 | Jean Petit                  |                  |
| 1975-1976 | Gérard Burkle Yves Chauveau                                         | 38 | Delio Onnis                    | 29 | Jean Petit                  |                  |
| 1976-1977 | Yves Chauveau                                                       | 43 | Delio Onnis                    | 34 | Jean Petit                  |                  |
| 1977-1978 | Alain Moizan Jean Petit                                             | 47 | Delio Onnis                    | 37 | Jean Petit                  |                  |
| 1978-1979 | Raúl Nogués                                                         | 46 | Delio Onnis                    | 33 | Jean Petit                  | Coppa delle Alpi |
| 1979-1980 | Jean-Luc Ettori                                                     | 51 | Delio Onnis                    | 30 | Jean Petit                  |                  |
| 1980-1981 | Jean-Luc Ettori                                                     | 45 | Víctor Trossero                | 22 | Jean Petit                  |                  |
| 1981-1982 | Jean-Luc Ettori                                                     | 43 | Ralf Edström                   | 18 | Alfred Vitalis              |                  |
| 1982-1983 | Alain Couriol                                                       | 45 | Umberto Barberis               | 14 | Jean-Luc Ettori             | Coppa delle Alpi |
| 1983-1984 | Jean-Luc Ettori Bernard Genghini Uwe Krause                         | 48 | Bernard Genghini               | 24 | Jean-Luc Ettori             | Coppa delle Alpi |
| 1984-1985 | Claude Puel                                                         | 48 | Bernard Genghini               | 19 | Jean-Luc Ettori             |                  |
| 1985-1986 | Jean-Luc Ettori                                                     | 41 | Bernard Genghini               | 14 | Jean-Luc Ettori             |                  |
| 1986-1987 | Søren Busk Marcel Dib Claude Puel                                   | 42 | Omar da Fonseca                | 10 | Jean-Luc Ettori             |                  |
| 1987-1988 | Jean-Luc Ettori                                                     | 40 | Mark Hateley                   | 14 | Jean-Luc Ettori             |                  |
| 1988-1989 | Jean-Luc Ettori                                                     | 53 | Glenn Hoddle                   | 28 | Jean-Luc Ettori             |                  |
| 1989-1990 | Jean-Luc Ettori                                                     | 47 | Ramón Díaz                     | 17 | Jean-Luc Ettori             |                  |
| 1990-1991 | Jean-Luc Ettori                                                     | 50 | George Weah                    | 18 | Jean-Luc Ettori             |                  |
| 1991-1992 | Jean-Luc Ettori                                                     | 48 | George Weah                    | 23 | Jean-Luc Ettori             |                  |
| 1992-1993 | Jean-Luc Ettori                                                     | 44 | Jürgen Klinsmann               | 20 | Jean-Luc Ettori             |                  |
| 1993-1994 | Jean-Luc Ettori                                                     | 50 | Youri Djorkaeff                | 23 | Jean-Luc Ettori             |                  |
| 1994-1995 | Franck Dumas Lilian Thuram                                          | 42 | Sonny Anderson                 | 17 | Claude Puel                 |                  |
| 1995-1996 | Lilian Thuram                                                       | 44 | Sonny Anderson                 | 23 | Éric Di Meco Franck Dumas   |                  |
| 1996-1997 | Fabien Barthez                                                      | 50 | Sonny Anderson                 | 27 | Franck Dumas                |                  |
| 1997-1998 | Fabien Barthez Ali Benarbia                                         | 45 | David Trezeguet                | 24 | Franck Dumas                |                  |
| 1998-1999 | Ludovic Giuly Victor Ikpeba                                         | 40 | David Trezeguet                | 14 | Fabien Barthez              |                  |
| 1999-2000 | Ludovic Giuly                                                       | 47 | Marco Simone                   | 28 | Fabien Barthez              |                  |
| 2000-2001 | Marco Simone                                                        | 43 | Marco Simone Shabani Nonda     | 16 | Martin Djetou               |                  |
| 2001-2002 | Shabani Nonda                                                       | 34 | Shabani Nonda                  | 17 | Ludovic Giuly Shabani Nonda |                  |
| 2002-2003 | Jérôme Rothen                                                       | 42 | Shabani Nonda                  | 28 | Ludovic Giuly               |                  |
| 2003-2004 | Julien Rodriguez                                                    | 52 | Fernando Morientes             | 22 | Ludovic Giuly               |                  |
| 2004-2005 | Patrice Evra                                                        | 52 | Javier Saviola                 | 17 | Julien Rodriguez Gaël Givet |                  |
| 2005-2006 | Lucas Bernardi                                                      | 46 | Ernesto Chevantón              | 11 | Gaël Givet                  |                  |
| 2006-2007 | Flavio Roma                                                         | 40 | Jan Koller                     | 8  | Gaël Givet                  |                  |
| 2007-2008 | Frédéric Piquionne                                                  | 36 | Frédéric Piquionne             | 8  | Flavio Roma                 |                  |
| 2008-2009 | Stéphane Ruffier Park Chu-Young                                     | 35 | Alexandre Licata               | 9  | François Modesto            |                  |
| 2009-2010 | Stéphane Ruffier                                                    | 44 | Nenê                           | 15 | Alejandro Alonso            |                  |
| 2010-2011 | Stéphane Ruffier                                                    | 38 | Park Chu-Young                 | 12 | Stéphane Ruffier            |                  |
| 2011-2012 | Valère Germain                                                      | 38 | Ibrahima Touré Valère Germain  | 10 | Ludovic Giuly               |                  |
| 2012-2013 | Ibrahima Touré                                                      | 41 | Ibrahima Touré                 | 21 | Andreas Wolf                |                  |
| 2013-2014 | Ricardo Carvalho                                                    | 40 | Emmanuel Rivière               | 13 | Éric Abidal                 |                  |
| 2014-2015 | Fabinho                                                             | 53 | Anthony Martial                | 12 | Jérémy Toulalan             |                  |
| 2015-2016 | Fabinho Danijel Subašić                                             | 46 | Lacina Traoré                  | 10 | Jérémy Toulalan             |                  |

### Classifica dei record
| Più presenze stagionali - 12 Jean-Luc Ettori - 6 François Ludo - 4 Armand Forcherio - 3 Jean-Claude Hernandez Marcel Artélésa Stéphane Ruffier - 2 Simon Flak Marcel Nowak Pierre Dell'Oste Henri Biancheri Théo Jean Petit Yves Chauveau Claude Puel Lilian Thuram Fabien Barthez Ludovic Giuly Fabinho - 1 Max Payan Otakar Sykora Joseph Linder Robert Meuris Serge Pedini Jean Saunier Louis Pirroni Georges Thomas André Hess Emmanuel Koum Jean-Pierre Carayon Bernard Guignedoux Gérard Burkle Lazare Gianessi Raymond Kaelbel Michel Hidalgo Jean-Paul Rostagni Pierre Mosca Christian Dalger Alain Moizan Raúl Nogués Alain Couriol Bernard Genghini Uwe Krause Søren Busk Marcel Dib Franck Dumas Ali Benarbia Victor Ikpeba Marco Simone Shabani Nonda Jérôme Rothen Julien Rodriguez Patrice Evra Lucas Bernardi Flavio Roma Frédéric Piquionne Park Chu-Young Valère Germain Ibrahima Touré Ricardo Carvalho Danijel Subašić | Più goal stagionali - 7 Delio Onnis - 4 Lucien Cossou - 3 Bernard Genghini Sonny Anderson Shabani Nonda - 2 Pierre Dell'Oste Raúl Conti Serge Roy Yvon Douis Louis Floch George Weah David Trezeguet Marco Simone Ibrahima Touré - 1 Max Payan Jean Miramond Michel Habera Jean Paluch Antoine Keller Philippe Piat François Simian Carlos Ruitier Omar da Fonseca Henri Skiba Stéphane Bruey Theodor Brinek Ernst Stojaspal Étienne Sansonetti Víctor Trossero Ralf Edström Umberto Barberis Mark Hateley Glenn Hoddle Ramón Díaz Jürgen Klinsmann Youri Djorkaeff Fernando Morientes Javier Saviola Ernesto Chevantón Jan Koller Frédéric Piquionne Alexandre Licata Nenê Park Chu-Young Valère Germain Emmanuel Rivière Anthony Martial Lacina Traoré |
| Record assoluto presenze stagionali Division 1-2 - 1948-1949 36 Max Payan - 1949-1950 37 Simon Flak - 1952-1953 39 Robert Meuris Serge Pedini - 1959-1960 44 Henri Biancheri - 1962-1963 46 Marcel Artélésa Michel Hidalgo - 1977-1978 47 Alain Moizan Jean Petit - 1979-1980 51 Jean-Luc Ettori - 1988-1989 53 Jean-Luc Ettori Ligue 1 - 2003-2004 52 Julien Rodriguez - 2004-2005 52 Patrice Evra - 2014-2015 53 Fabinho | Record assoluto gol stagionali Division 1-2 - 1948-1949 16 Max Payan - 1952-1953 25 Jean Paluch - 1972-1973 31 Carlos Ruitier - 1973-1974 36 Delio Onnis - 1977-1978 37 Delio Onnis Ligue 1-2 - 2002-2003 28 Shabani Nonda |

### Voci generiche
- Statistiche del campionato francese di Ligue 1
- Classifica perpetua della Ligue 1
- Statistiche delle competizioni UEFA per club

### Voci affini
- Palmarès dell'Association Sportive de Monaco Football Club
- Calciatori dell'Association Sportive de Monaco Football Club